# Polypodium mckeei
Polypodium mckeei là một loài thực vật có mạch trong họ Polypodiaceae. Loài này được (Tindale) Lellinger miêu tả khoa học đầu tiên năm 1984.